# Allacta interrupta
Allacta interrupta är en kackerlacksart som först beskrevs av Hanitsch 1925.  Allacta interrupta ingår i släktet Allacta och familjen småkackerlackor. Inga underarter finns listade i Catalogue of Life.